# کودکان عصر حجر
کودکان عصر حجر (انگلیسی: The Flintstone Kids)یک مجموعه پویانمایی بر اساس عصر حجر (پویانمایی) اثر هانا-باربرا می‌باشد که از شبکه شرکت پخش رسانه‌ای آمریکا در سال‌های ۱۹۸۶و ۱۹۸۸ پخش می‌شد. مل بلانک، سوزان بلو و همیلتون کمپ از صداگذاران این برنامه می‌باشند.